# Кентаврос (БМП)
«Кентаврос» — боевая машина пехоты (БМП), разработанная греческой машиностроительной компанией ELBO.

## История создания
Наименование греческой БМП восходит к мифологическим существам Кентаврам (иногда Центаврам) — полулюдям-полуконям. После прекращения работ по созданию варианта бронированной машины Leonidas-2, ряда других усовершенствований и совместных проработок с европейскими фирмами, компания ELBO по собственной инициативе приступила к созданию нового проекта БМП по техническому заданию сухопутных войск Греции.
Новая греческая БМП «Кентаврос» ('ΚΕΝΤΑΥΡΟΣ'), была официально представлена на международной выставке вооружения Defendory Arms Exhibition в Афинах в 1998 году. На тот период времени БМП «Кентаврос» являлась одной из совершенных БМП. Машина оснащалась дизельным двигателем фирмы MTU мощностью 420 л.с., 30-мм пушкой EBO и 7,62-мм пулеметом (производство по лицензиям фирм Маузер и Рейнметалл), компьютеризованной системой управления огнём Toxotis, одноместной башней KUKA (теперь Рейнметалл).
Машина создавалась как основа семейства гусеничных боевых бронированных машин, предназначенных для решения широкого круга задач. К середине 2001 года был подготовлен официальный отчет по испытаниям БМП, в котором указаны области возможного улучшения характеристик машины для выполнения требований министерства обороны Греции. С учетом принятия в 2002 году на вооружение основного танка «Леопард 2», сухопутным войскам потребовалась БМП с улучшенными характеристиками бронезащиты, подвижности и огневой мощи. В конце 2002 года министерство обороны Греции выдало контракт компании ELBO на завершение разработки БМП «Кентаврос» для сухопутных войск Греции. Планировалась последующая закупка первой партии БМП объемом в 140—150 машин, однако в 2003 году, в связи с бюджетными ограничениями, первоначальный контракт был аннулирован.

## Общая компоновка
Компоновка БМП «Кентаврос» классическая. Впереди справа расположено МТО, слева от него — место механика-водителя, позади — боевое отделение с вращающейся одноместной башней, в кормовой части корпуса расположено десантное отделение. Механик-водитель посадку и высадку из машины осуществляет через собственный люк над его рабочим местом. Место командира машины расположено сразу за механиком-водителем, посадку и высадку он производит через десантное отделение. В десантном отделении пять десантников сидят с левой стороны корпуса, еще три — с правой стороны.
Корпус БМП сварной из стальных бронелистов. Угол наклона (от вертикали) верхнего лобового листа порядка 60 градусов. Башня одноместная низкого профиля, тип Е8 разработки «Рейнметалл» отделение «Наземные системы» (ранее фирма KUKA), смещена вправо от продольной оси машины.

## Вооружение
Основное вооружение представлено 30-мм пушкой «Маузер» МК 30F с готовым к использованию боекомплектом в 200 патронов. Еще 198 патронов находятся в боеукладке. Режим огня — одиночный или очередью. Высота линии огня 2,08 м. Предусмотрена возможность установки других артиллерийских систем, например 30 мм пушки «Бушмастер II». Система управления огнём цифровая TOXOTIS.
Отличительной чертой машины является низкая заметность в радиолокационном и ИК-диапазонах. Имеется система предупреждения об облучении машины лазерным излучением, опционально оснащается индикатором направления на облучающий лазер.

## Защита
В стандартной конфигурации (при боевой массе машины 19,8 т) лобовая часть корпуса и башни обеспечивают защиту от 25-мм бронебойных подкалиберных снарядов типа APDS с дальности 400 м, и защиту кругом от 7,62-мм бронебойных пуль патрона НАТО при стрельбе с нулевой дальности. Для повышения уровня защищенности БМП предусматривалась возможность установки дополнительной навесной брони на корпусе и башне машины. Также обеспечивается защита от действия осколков 155-мм осколочно-фугасных снарядов. По данным разработчика, БМП располагает высоким уровнем стойкости к действию противопехотных мин ненаправленного действия. По требованию заказчика, для уменьшения заброневого осколочного действия, десантное отделение корпуса и башня оборудуются противоосколочным подбоем.